# 3028 Zhangguoxi
3028 Zhangguoxi је астероид главног астероидног појаса са пречником од приближно 25,58 .
Афел астероида је на удаљености од 3,103 астрономских јединица (АЈ) од Сунца, а перихел на 2,931 АЈ.
Ексцентрицитет орбите износи 0,028, инклинација (нагиб) орбите у односу на раван еклиптике 9,519 степени, а орбитални период износи 1914,759 дана (5,242 година).
Апсолутна магнитуда астероида је 10,70 а геометријски албедо 0,141.
Астероид је откривен 9. октобра 1978. године.